# Sigurd Binski
Sigurd Robert Binski (geb. 1923 in Berlin; gest. 1993 in Bonn) war ein deutscher Psychologe und Journalist.

## Leben
Binski studierte in Bonn Philosophie, Psychologie, Germanistik und Anglistik. Von 1939 bis 1945 war er bei der Wehrmacht, ab 1943 bis zum Kriegsende als Offizier.
Er wurde 1951 in Berlin vom sowjetischen Geheimdienst verhaftet und in das Arbeitslager Workuta zur Zwangsarbeit verschleppt, wo er viereinhalb Jahre verbringen musste. Zusammen mit ihm waren u. a. Horst Hennig, Werner Gumpel und Siegfried Jenkner dort.
1956 kehrte Binski nach Deutschland zurück und promovierte 1957. Es folgte eine praktische Tätigkeit im Gesamtdeutschen Institut des Bundesministeriums für innerdeutsche Beziehungen. Er war freier Journalist, u. a. für die Zeitschrift Freiheitsglocke, der Verbandszeitschrift der Vereinigung der Opfer des Stalinismus, und das Journal of Parapsychology.
Etwa ab 1961 bis zu seinem Tod im Jahr 1993 organisierte Sigurd Binski fast jährliche Treffen mit ehemaligen Mithäftlingen des Lagers Workuta, vorwiegend aus dem 29. Schacht (10. Lager).

## Veröffentlichungen
- Experimentelle Untersuchungen über „Psychokinese“ (Dissertation), Bonn 1957.
- Von Logik bis Liebe: Orientierungshilfen für denkende junge Menschen, Interorga, Köln 1978.